# Cristocèntric
Cristocèntric és un terme doctrinal dins del cristianisme, que descriu les posicions teològiques que se centren en Jesucrist, la segona persona de la Trinitat cristiana, en relació amb Déu Pare (teocèntric) o l'Esperit Sant (pneumocèntric). Les teologies cristocèntriques fan de Crist el tema central sobre el qual s'orienten totes les altres posicions/doctrines teològiques.